# شاطئ افوكا

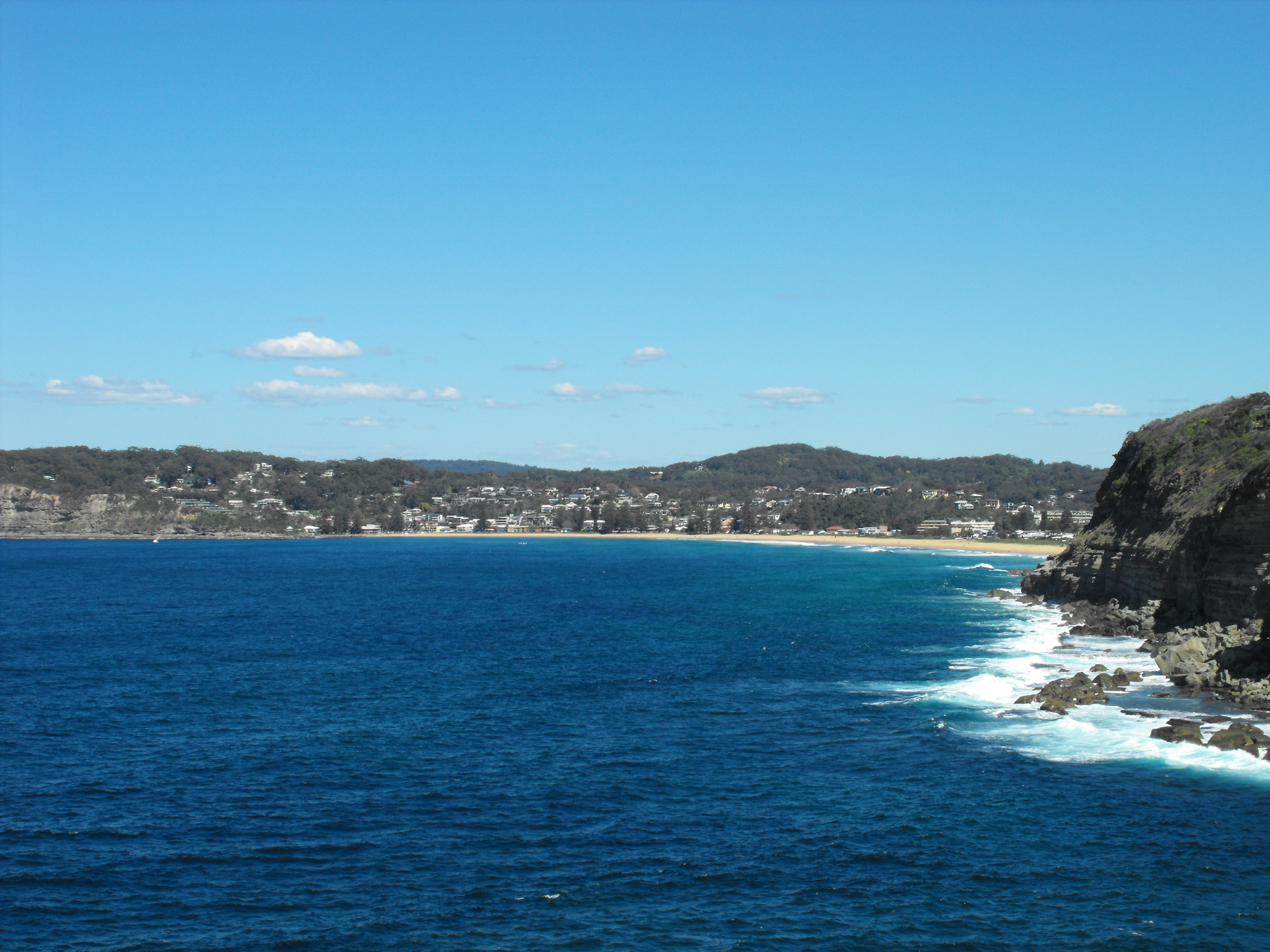
شاطئ افوكا

شاطئ افوكا (بالإنجليزية: Avoca Beach)‏ شاطئ افوكا ضاحية ساحلية في وسط كوست وهي منطقة في جنوب ويلز الجديدة، في أستراليا، تبعد حوالي 95 كيلومتر (59 ميل) شمال سيدني. شاطئ افوكا في الاصل هو ضاحية سكنية وأيضا مقصد سياحي شهير. قرية شاطئ افوكا بها مجموعة متنوعة من المطاعم والمقاهي، فضلا عن مكتب للبريد وبائع للجرائد وصيدلة وميني مارت. ايضاً يوجد سينما تاريخي في الشاطئ وفندق ونادي البولينغ، وفندق وحديقة القافلة. وهي تقع داخل مدينة جوسفورد منطقة الحكومة المحلية.

## الجغرافيا
يقع شاطئ أفوكا على بحر تاسمان على بعد 17 كيلومترا (11 ميل) شرق جنوب لغوسفورد المنطقة التجارية المركزية، وحوالي منتصف الطريق بين نيوكاسل وسيدني، ويجري حوالي 95 كيلومترا (59 ميل) يحدها من الشمال بولباررنق لاغون، ومن الغرب المياه المالحة كريك ومن الشرق المحيط.

## التاريخ
المنطقة في الأصل كان يسكنها السكان الأصليين اواباكل. و«أفوكا» هو اسم ايرلندي يعني «مصب نهر الكبير» أو «حيث يلتقي النهر في البحر»، وأيضا هو اسم بلدة في مقاطعة ويكلو، أيرلندا.
في 4 كانون الثاني 1830، وعدت 640 فدان (259 هكتار) من الأراضي في المنطقة لضابط في الجيش الايرلندي جون مور. ومع ذلك، فإن الأفعال الرسمية لم تصدر حتى 30 سبتمبر 1839، بسبب صعوبة في مسح الأرض فبنى بيتا مقابل بحيرة بالبرننق (التي تعرف الآن باسم بحيرة أفوكا) والكروم المزروع والحبوب والأشجار المثمرة. فغادر المنطقة في عام 1857 لحقول الذهب في فيكتوريا. وفي أواخر القرن ال19، أجر توم ديفيس المنطقة من أجل استغلال الأخشاب المحلية والتي تم نقلها عن طريق الترام إلى طاحونة في تيريجال ويعرف الآن بطريق الترام في شمال أفوكا.

## شاطئ افوكا في 1950s
بدأ المشروع السكني في شاطئ افوكا خلال القرن ال20، وأصبحت المنطقة في وقت لاحق ملاذا لعطلة شعبية للأثرياء من سكان ساحل شمال سيدني.
يوجد تاريخ غني في الجماعات المحلية في هذه القرية الصغيرة مع لواء فوج الإطفاء الريفية في شاطئ افوكا التي تعمل منذ 1940s، نادي امواج انقاذ الحياة في شاطئ افوكا (1929) وينشط في المنطقة كشافة شبل الامواج الأولى في شاطئ افوكا
في فبراير 2010، بناء على اقتراح لإفشال الفرقاطة HMAS أديلايد قبالة الشاطئ بمثابة حطام الغوص في أواخر شهر مارس، وتشكلت مجموعة عمل المقيمين للاحتجاج على ذلك. وزعمت المجموعة بأن الحطام سيؤثر سلبا على ظروف الأمواج، المد والجزر، وزحف الرمال المطلة، وتشعر بالقلق من ناحية دقة التفتيش وإزالة المواد الخطرة والمواد الكيميائية من السفينة الحربية السابقة، مع احتمالية التسمم للحياة البحرية والشعب أدى نداء إلى محكمة الاستئناف الإدارية قبل ثلاثة أيام من تاريخ إغراق المخطط ل27 مارس إلى تأجيل الخطة إلى ان تم تحقيق متطلبات السكان. هناك قرار من المحكمة صدر يوم 15 سبتمبر عام 2010، لصالح المشروع بعد المزيد من أعمال التنظيف وعلى الرغم من محاولات أخرى للتأخير، إلا أن أديلايد ألغيت في 13 نيسان عام 2011.

## التركيبة السكانية
في مكتب الإحصاءات الأسترالي في تعداد عام 2006، كان يبلغ عدد سكان شاطئ افوكا 4,196 نسمة. وكانت هذه الزيادة من 106 شخص من تعداد عام 2001.
وكان سكان شاطئ افوكا متوسط العمر من 38، مقارنة بالمتوسط في وسط كوست 40. كان متوسط المداخيل الفردية في شاطئ افوكا فوق المتوسط للمنطقة - 515 $ اسبوعيا مقارنة مع 407 $ في الأسبوع. ذكرت تعداد عام 2006 1,513 المساكن المحتلة خاصة، والتي كانت 7.8٪ غير الدائمة (قوافل، والحجرات والمراكب)، والشهري الوسيط سداد القروض السكنية من 1720 $ وكان أعلى بكثير من المتوسط الإقليمي من 1500 $. في عام حتى يوليو 2007، وبلغ سعر متوسط منزل في شاطئ افوكا 571,250 $ مقابل 350,000 $ لمنطقة ساحل الوسطى. وفي عام 2008، تم إدراج شاطئ افوكا رابع أغلى مكان للعيش في جنوب ويلزالجديدة، والسادس عشر على مستوى أستراليا، وهذه التصنيفات بنيت على أساس بيع الوحدات في تلك السنة.
سكان شاطئ افوكا في الغالب من المواليد الأستراليين، 80.5٪ بعض من سكانها الذين يولدون في أستراليا كما في تعداد عام 2006. وثاني أكثر مسقط انتشارا من المملكة المتحدة في 7.36٪، تليها نيوزيلندا وجنوب أفريقيا وألمانيا. وكانت انتماءاتهم الدينية الأكثر شعبية في ترتيب تنازلي في تعداد عام 2006 هي الكاثوليكية ثم الكنيسة الإنجليكانية ثم لا دين ثم متحدون.

## الأندية
نادي امواج انقاذ الحياة في شاطئ افوكا http://www.avocabeachslsc.asn.au/
نادي شاطئ افوكا الرجبي http://www.avocasharks.rugbynet.com.au/
نادي أسماك قرش أفوكا لكرة القدم http://www.avocafc.com/
وكشافة شبل الامواج الأولى في شاطئ افوكا شاطئ http://www.avocascouts.com/
نادي أفوكا بوردردرس http://avocaboardriders.com/
نادي بودي بوردرس جنوب وسط ساحل http://www.sccbclub.com/
فوج الإطفاء الريفية في شاطئ افوكا http://avocafire.info

## التعليم
يوجد في شاطئ افوكا مدرسة ابتدائية حكومية، التي افتتحت في عام 1935. وضاحية تقع ضمن كاينكومبر المدرسة الثانوية مستجمع الصورة.

## السياسة
على المستوى الاتحادي، شاطئ افوكا بداخل شعبة روبرتسون، الذي فاز في الانتخابات الاتحادية 2010 من قبل ديبورا أونيل من حزب العمال الأسترالي، الذي هزم الليبرالي الحالي دارين جيمسون على أرجوحة 2.47٪.
كان في شاطئ افوكا شباك سابق لانتخابات عام 2007، اعتبرت أكثر ملاءمة لليبراليين من الناخبين ككل، التحول من 2.47٪ إلى العمل في انتخابات عام 2010 في شاطئ افوكا يمثل أرجوحة أكبر للعمل من بقية الناخبين في المتوسط.
تعتبر الجمعية التشريعية في شاطئ افوكا جنوب ويلزالجديدة من ضمن الناخبين لتيريجال التي يسيطر عليها حاليا كريس هارتيشر للحزب الليبرالي.
وتعرض إحصاءات مركز التصويت من مقر الانتخاب في شاطئ افوكا كما في الانتخابات السابقة وبما في ذلك الانتخابات الفدرالية عام 2010 و 2011 المشار إليها باسم انتخبات الولاية.

## معرض صور

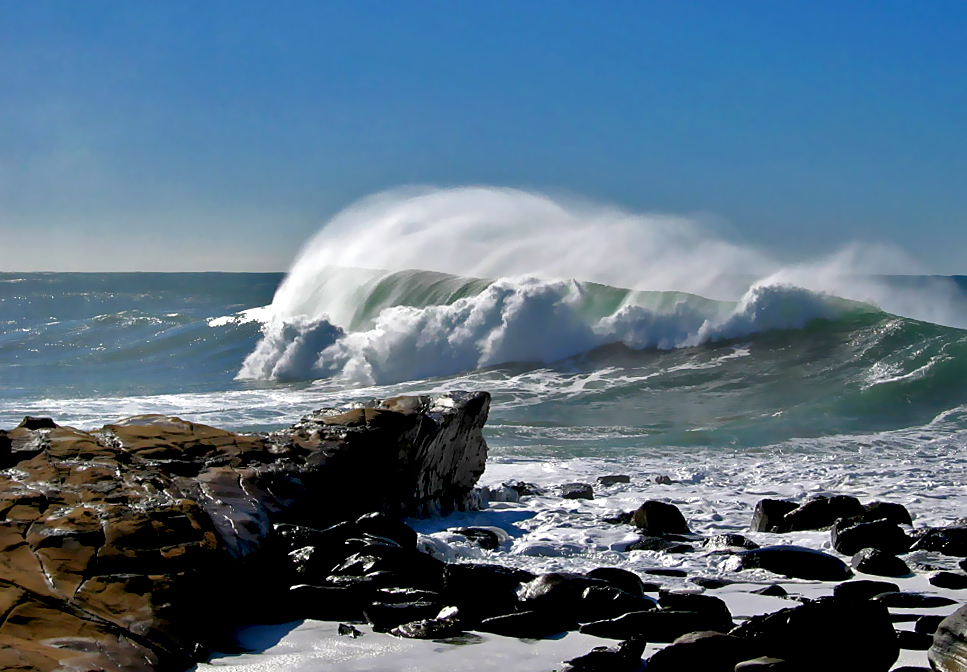
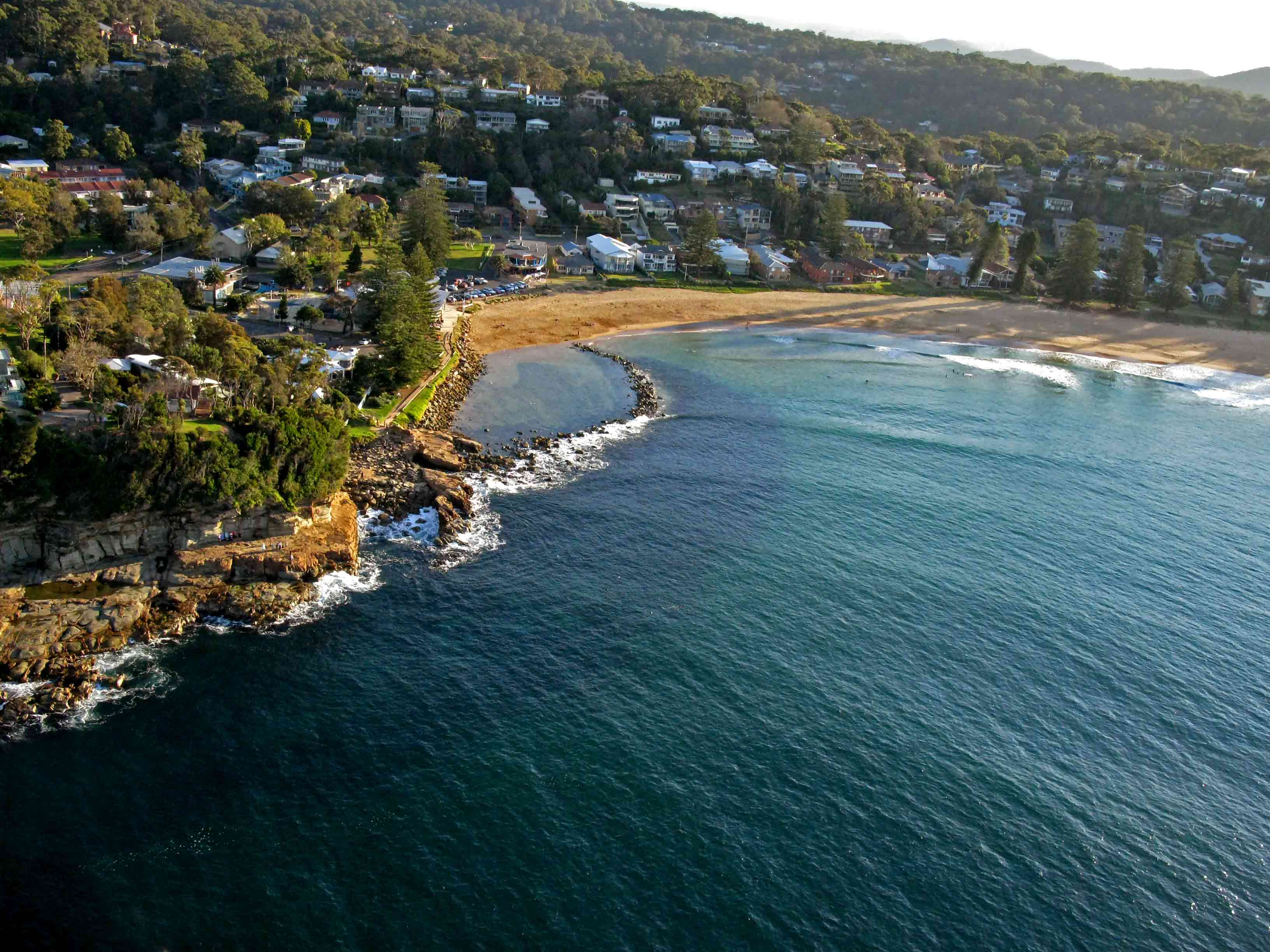
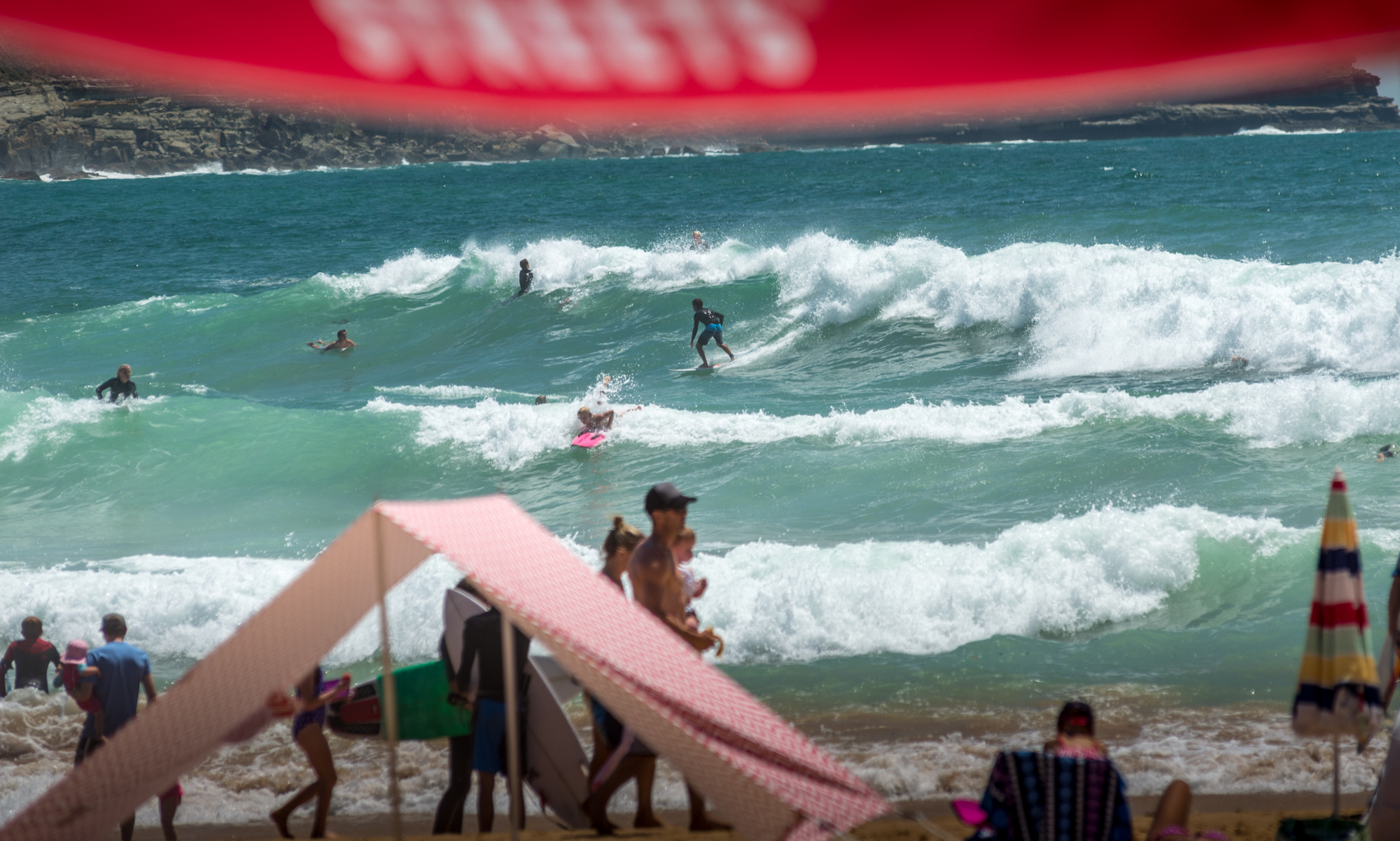
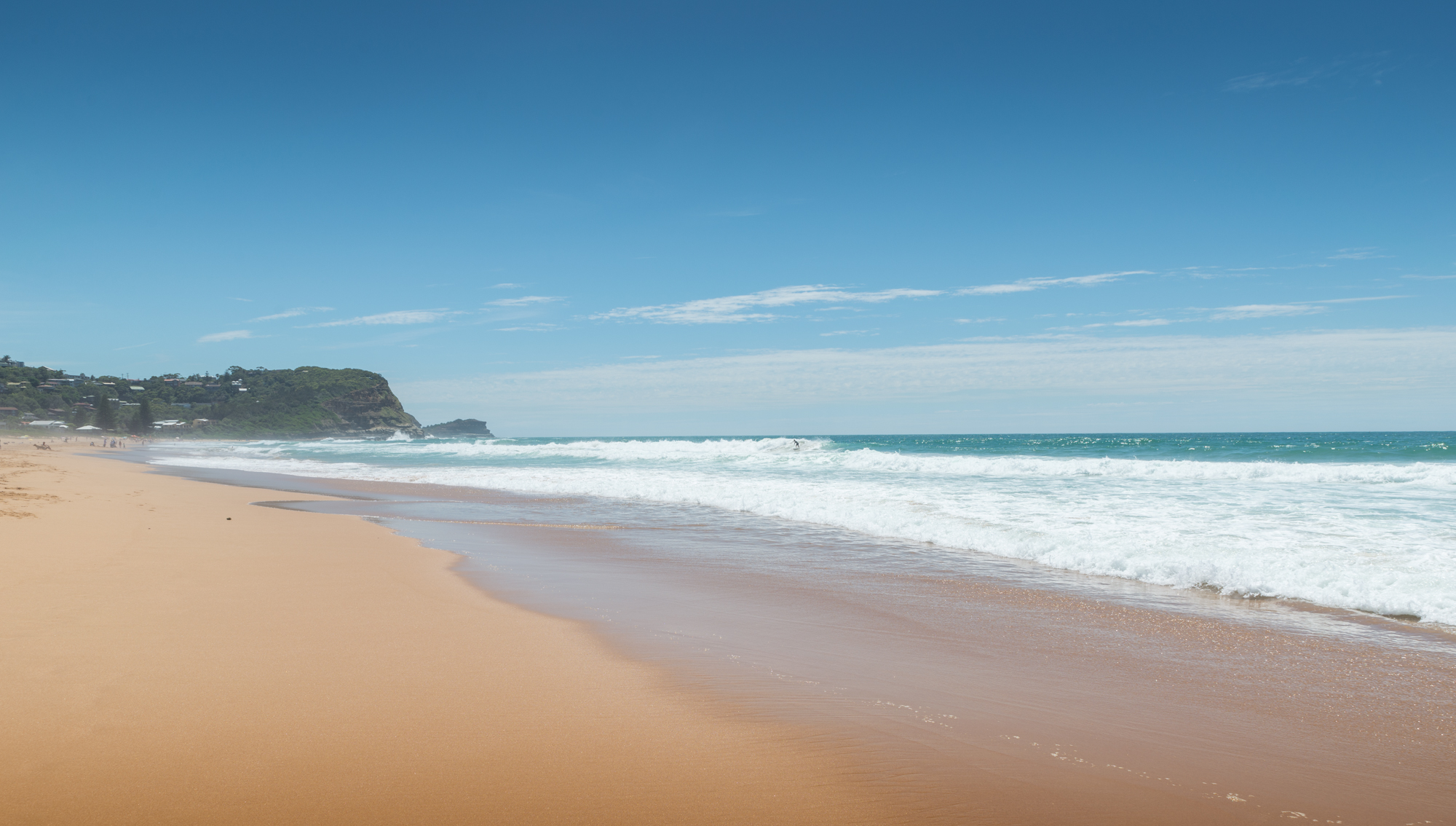
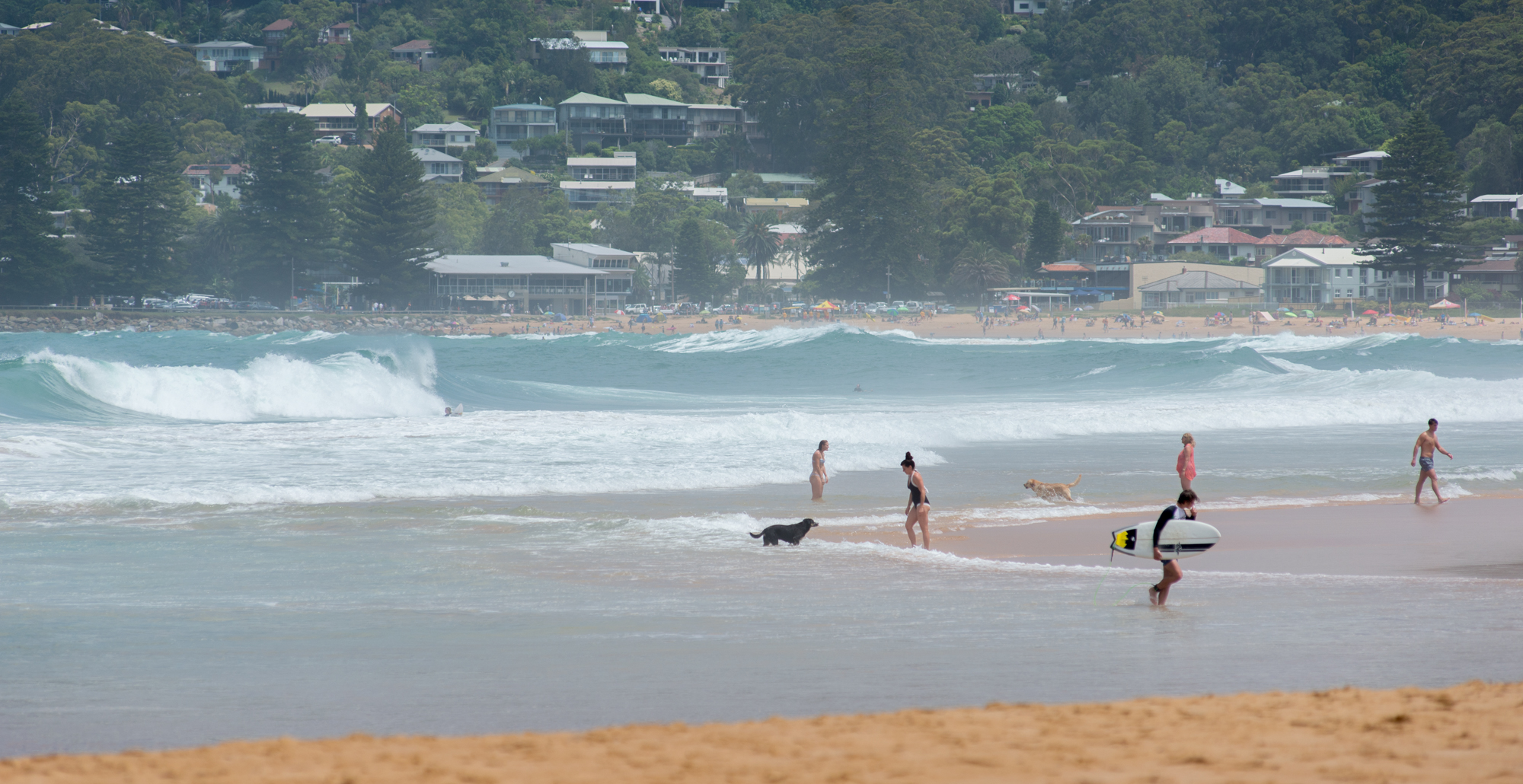